# 524-й истребительный авиационный полк
524-й истребительный авиационный полк — воинское подразделение Вооружённых Сил СССР в Великой Отечественной войне.

## История
Формировался в сентябре 1941 года.
В составе действующей армии с 13 октября 1941 по 5 марта 1943 года.
На вооружении полка в момент формирования состояли истребители И-16.
По поступлении в действующую армию направлен на Свирский оборонительный рубеж, действовал между Ладожским и Онежским озёрами, прикрывал Ленинград. Существует вероятность того, что некоторое время с момента поступления в действующую армию вёл боевые действия под Москвой и лишь в декабре 1941 года направлен на Свирь.
Летом 1942 года переброшен на Волховский фронт, базировался на аэродроме Яровщина, обеспечивал воздушное прикрытие войск в ходе Синявинской операции, понёс большие потери.
Летом-осенью 1942 года постепенно перевооружается самолётами ЛаГГ-3, вновь поступил в состав 7-й армии
5 марта 1943 года расформирован.

## Подчинение
| Дата            | Фронт (округ)    | Армия                | Корпус | Дивизия                             | Примечания   |
| --------------- | ---------------- | -------------------- | ------ | ----------------------------------- | ------------ |
| 01.11.1941 года | -                | 7-я отдельная армия  | -      | 55-я смешанная авиационная дивизия  | -            |
| 01.12.1941 года | -                | 7-я отдельная армия  | -      | 55-я смешанная авиационная дивизия  | -            |
| 01.01.1942 года | -                | 7-я отдельная армия  | -      | 55-я смешанная авиационная дивизия  | -            |
| 01.02.1942 года | -                | 7-я отдельная армия  | -      | 55-я смешанная авиационная дивизия  | -            |
| 01.03.1942 года | -                | 7-я отдельная армия  | -      | -                                   | -            |
| 01.04.1942 года | -                | 7-я отдельная армия  | -      | -                                   | -            |
| 01.05.1942 года | -                | 7-я отдельная армия  | -      | -                                   | -            |
| 01.06.1942 года | -                | 7-я отдельная армия  | -      | -                                   | -            |
| 01.07.1942 года | -                | 7-я отдельная армия  | -      | -                                   | -            |
| 01.08.1942 года | -                | 7-я отдельная армия  | -      | -                                   | -            |
| 01.09.1942 года | -                | 7-я отдельная армия  | -      | -                                   | -            |
| 01.10.1942 года | Волховский фронт | 14-я воздушная армия | -      | -                                   | -            |
| 01.11.1942 года | -                | 7-я отдельная армия  | -      | -                                   | -            |
| 01.12.1942 года | -                | 7-я отдельная армия  | -      | -                                   | -            |
| 01.01.1943 года | -                | 7-я отдельная армия  | -      | -                                   | -            |
| 01.02.1943 года | -                | 7-я отдельная армия  | -      | -                                   | -            |
| 01.03.1943 года | -                | 7-я отдельная армия  | -      | 257-я смешанная авиационная дивизия | с 26.02.1943 |

## Командиры
- Лакеев, Иван Алексеевич, майор